# Gvozd
Gvozd är en ort i Kroatien.   Den ligger i länet Moslavina, i den centrala delen av landet, 50 km söder om huvudstaden Zagreb. Gvozd ligger 128 meter över havet och antalet invånare är 1 309.
Terrängen runt Gvozd är platt österut, men västerut är den kuperad. Gvozd ligger nere i en dal. Runt Gvozd är det ganska glesbefolkat, med 34 invånare per kvadratkilometer. Närmaste större samhälle är Glina, 16,2 km öster om Gvozd. I omgivningarna runt Gvozd växer i huvudsak lövfällande lövskog.